# Neochóri (ort i Grekland, Västra Makedonien)
Neochóri är en ort i Grekland.   Den ligger i prefekturen Nomós Grevenón och regionen Västra Makedonien, i den centrala delen av landet, 280 km nordväst om huvudstaden Aten. Neochóri ligger 483 meter över havet och antalet invånare är 152.
Terrängen runt Neochóri är varierad. Runt Neochóri är det glesbefolkat, med 17 invånare per kvadratkilometer. Närmaste större samhälle är Deskáti, 12,3 km sydost om Neochóri. Trakten runt Neochóri består till största delen av jordbruksmark.